# Заїкін Іван Михайлович
Іван Михайлович Заїкін (28 червня 1900, село В'яжля Кірсановського повіту Тамбовської губернії, тепер Кірсановського району Тамбовської області, Російська Федерація — ?) — радянський діяч, 1-й секретар Вентспілського повітового комітету КП(б) Латвії, 1-й секретар Єлгавського та Краславського районних комітетів КП Латвії. Член ЦК КП(б) Латвії з 1949 до 1960 року. Депутат Верховної Ради СРСР 3-го скликання.

## Біографія
Народився в бідній селянській родині. Батько помер у 1902 році, мати — в 1904 році. Після їхньої смерті виховувався у прийомній родині селянина села В'яжлі Семена Зотовича Дегтярьова. У 1911 році закінчив навчання в сільській школі.
З тринадцятирічного віку наймитував у поміщиків Маркова та Сатіна у Кірсанівському повіті, працював учнем друкарні Лобок у місті Кірсанові.
З травня 1917 року — учасник революційного руху. У червні 1917 року обраний членом В'яжлинського волосного земельного комітету, займався конфіскацією землі у поміщиків. З 1918 року був членом сільського комітету бідноти.
Член РКП(б) з вересня 1918 року. 
З вересня 1918 року — член та секретар В'яжлинського волосного комітету РКП(б). Навчався на політичних курсах радянського будівництва при ВЦВК у Москві. Після завершення навчання повернувся у свою волость, де працював з організації споживчої кооперації та сільськогосподарських колективних господарств.
У травні 1919 року добровільно пішов до Червоної армії, учасник громадянської війни в Росії. У 1919—1923 роках — на політичній роботі у Червоній армії. З травня 1919 року — інструктор політичного відділу 1-ї Московської робітничої дивізії РСЧА. З серпня 1919 року — помічник командира полку із політичної роботи на Південному фронті. Був направлений у політичне управління формування частин Східного фронту РСЧА, де брав участь у формуванні та навчанні частин Башкирської бригади. Як комісар ешелону, а потім комісар 292-го стрілецького полку повернувся на Південний фронт під місто Орел. Захворів на тиф, лікувався у військових госпіталях.
У 1920—1921 роках служив комісаром кавалерійського загону, який воював із селянськими загонами Антонова в Тамбовській губернії. У 1921—1922 роках — начальник полкового клубу, помічник комісара полку. У 1922—1923 роках — інструктор політичного відділу 19-ї стрілецької дивізії. Демобілізований із РСЧА у лютому 1923 року.
У березні 1923 року повернувся до В'яжлинської волості Кірсановського повіту Тамбовської губернії, обраний секретарем В'яжлинського волосного комітету РКП(б), був організатором першого колгоспу у волості.
З 1924 року — відповідальний секретар Оржевського волосного комітету РКП(б), відповідальний секретар Ірського волосного комітету РКП(б), відповідальний секретар Карай-Салтиковського волосного комітету РКП(б), секретар партійної організації колгоспу імені Леніна Карай-Салтиковського волості Кірсановського повіту Тамбовської губернії.
У березні 1926 року призначений завідувачем Кірсановського повітового земельного управління.
У 1927 році навчався на курсах губернського партійного активу в місті Тамбові.
З 1928 до листопада 1929 року — заступник завідувача Тамбовського окружного земельного управління.
У 1929—1933 роках — голова виконавчого комітету Ржаксинської районної ради; голова виконавчого комітету Бєлгородської районної ради. У цей період заочно навчався в інституті механізації та електрифікації сільського господарства. 
У березні 1933—1935 роках — 1-й секретар Новохоперського районного комітету ВКП(б) Воронезької області.
У 1935—1937 роках — 1-й секретар Вейделівського районного комітету ВКП(б) Воронезької області.
У грудні 1937 — січні 1939 року — завідувач сільськогосподарського відділу Воронезького обласного комітету ВКП(б).
З лютого до вересня 1939 року працював директором Вікторопольського радгоспу Воронезької області.
У жовтні 1939 — квітні 1940 року — заступник директора з політичної частини Воронезького цукробурякотресту, у той же час навчався в університеті вихідного дня у Воронежі.
У квітні 1940 — липні 1941 року — 1-й секретар Усманського районного комітету ВКП(б) Воронезької області.
У липні 1941 року мобілізований до Червоної армії, місяць навчався у Перхушково на вищих курсах перепідготовки політичного складу РСЧА. З серпня 1942 року служив військовим комісаром 69-го району авіаційного базування. У червні 1942 року призначений заступником начальника з політичної частини 69-го району авіаційного базування, а потім — начальником політичного відділу. З серпня 1944 до березня 1946 року — заступник начальника із політичної частини і начальник політичного відділу 71-го району авіаційного базування 15-ї повітряної армії. Учасник німецько-радянської війни.
У березні 1946 — червні 1949 року — 1-й секретар Вентспілського повітового комітету КП(б) Латвії.
З червня 1949 до квітня 1952 року — 1-й секретар Єлгавського повітового (з січня 1950 року — районного) комітету КП(б) Латвії.
У квітні 1952 — червні 1953 року — 2-й секретар Лієпайського обласного комітету КП Латвії.
У 1953 році — начальником Головного управління в Міністерстві сільського господарства Латвійської РСР.
З осені 1953 до січня 1957 року — 1-й секретар Краславського районного комітету КП Латвії.
У зв'язку з хворобою та за віком на початку 1957 року вийшов на пенсію, проживав у Ризі.

## Звання
- майор
- підполковник

## Нагороди
- орден Червоного Прапора (1967)
- орден Вітчизняної війни І ст. (9.05.1945)
- медаль «За перемогу над Німеччиною у Великій Вітчизняній війні 1941—1945 рр.» (1945)
- медалі